# Andreaea willii
Andreaea willii Müller, 1890 è una specie di muschi appartenente alla famiglia Andreaeaceae.
I primi esemplari della specie furono raccolti durante la spedizione internazionale polare tedesca del 1882-1883. La specie è presente nella Georgia del Sud.